# Pelexia ventricosa
Pelexia ventricosa är en orkidéart som först beskrevs av Célestin Alfred Cogniaux, och fick sitt nu gällande namn av Rudolf Schlechter. Pelexia ventricosa ingår i släktet Pelexia och familjen orkidéer. Inga underarter finns listade i Catalogue of Life.

## Bildgalleri

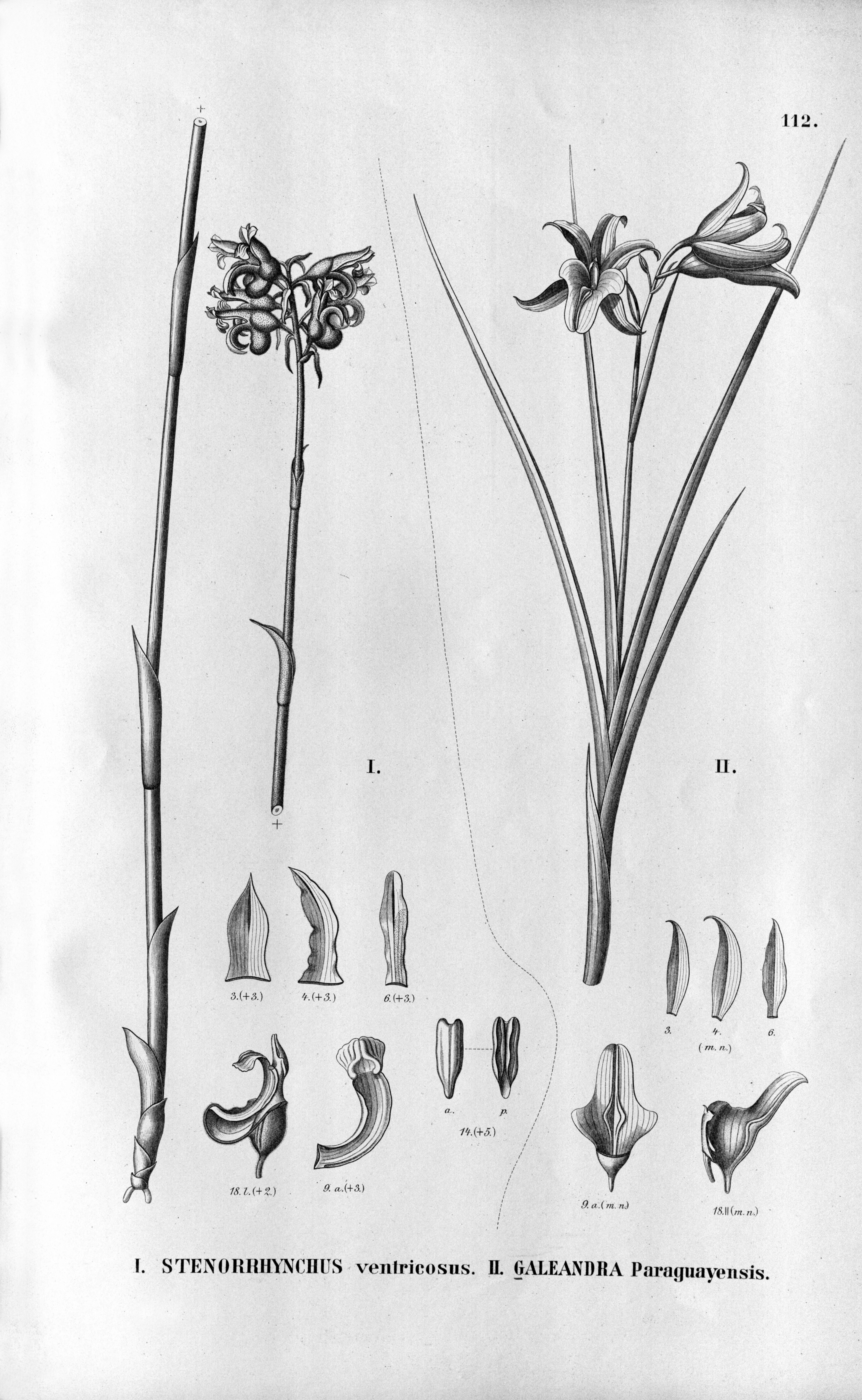